# Лик (Стаффордшир)
Лик (англ. Leek) — рыночный город в Великобритании, в графстве Стаффордшир. Входит в состав района Стаффордшир-Мурлендс, являясь его центром.

## История
Король Иоанн Безземельный предоставил Ранульфу де Блондевилю, 6-му графу Честер, право на проведение еженедельного рынка по средам и ежегодной семидневной ярмарки в Лике в 1207 году.

## Экономика
На протяжении сотен лет в городе действовал скотный рынок, что отражает его роль в качестве центра местного сельского хозяйства. После промышленной революции он был главным центром производства текстиля и шёлка. Тем не менее, данная отрасль в настоящее время не действует.
Мельницы города времён текстильной эпохи сохранились до сих пор, и многие из них теперь перестроены в дома. Рынки в городе приходят в упадок, но по-прежнему работают.

## География

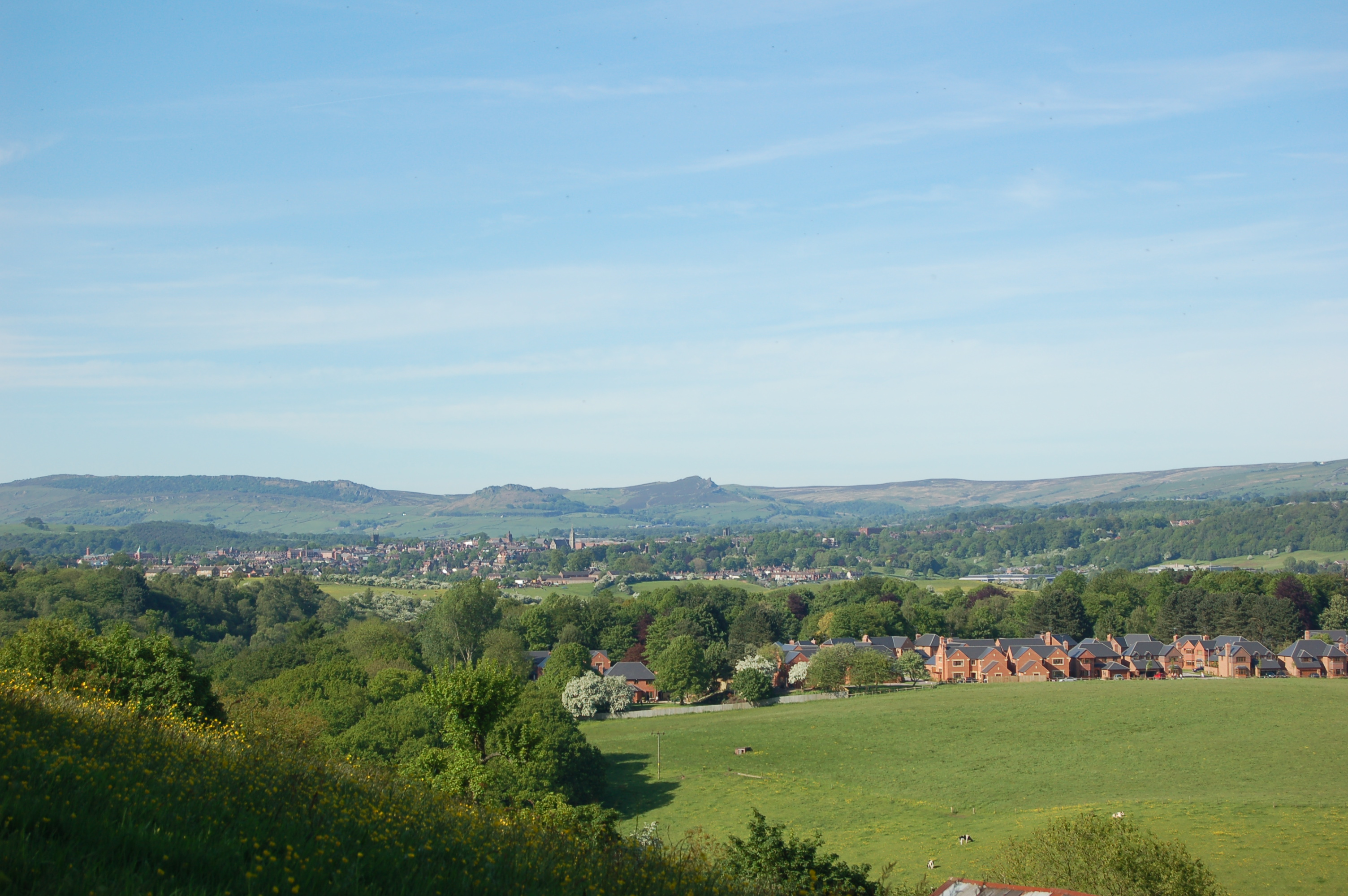
Лик, на заднем плане — Каменные холмы

Лик расположен примерно в 10 милях (15 км) к северо-востоку от города Сток-он-Трент, на реке Чурнет.
Большая часть города находится на уровне или выше 600 футов (180 м) и окружена возвышающимися верековыми пустошами Стаффордшира на южных оконечностях Пеннинских гор.
Лик построен на склоне и вершине холма, который находится всего в нескольких милях к югу от Каменистых холмов, которые поднимаются на высоту 505 м.
Лик находится у подножия национального парка Пик-Дистрикт, и поэтому его часто называют воротами в Пик-Дистрикт, хотя город ещё чаще называют Королевой вересковых пустошей.

## Известные жители
- Джеймс Бриндли — английский инженер и изобретатель.
- Уильям Моррис — английский поэт, художник, издатель, социалист.
- Анна Уоткинс — английская гребчиха (академическая гребля).
- Эрик Бристоу — профессиональный игрок в дартс.

## Спорт
В Стаффорде базируется футбольный клуб Лик Таун.
Также в городе базируются 1 хоккейный и 1 крикетный клуб.

## Города-побратимы
- Эсте, Италия